# Strumigenys ayersthey
Strumigenys ayersthey (лат.) — вид мелких муравьёв из трибы Attini (подсемейство Myrmicinae). Обнаружен в Эквадоре. Назван в честь Jeremy Ayers, работавшего с Энди Уорхолом и автора песен рок-группы R.E.M..

## Этимология
Вид был назван в честь Charles «Jeremy» Ayers, но с новым для таксономии суффиксом they (не «i» для мужского рода и не «ae» для женского рода). Таким образом авторы отметили небинарную гендерность, которую Ayers часто отстаивал, выражая уважение к людям из всего спектра гендерного разнообразия. Ayers (умер в 2016 году в возрасте 68 лет) — писатель, философ, мультимедийный художник, садовник, музыкант и политический активист, работал с Энди Уорхолом (был под именем Silva Thin одной из суперзвёзд легиона Уорхола) и писал песни для рок-группы R.E.M.. Солист этой группы Майкл Стайп и друг одного из авторов открытия (Douglas B. Booher) участвовал в выборе названия нового вида муравьёв и он дал такое объяснение роли Ayers: «Его любопытство к каждому человеку, которого он когда-либо встречал, было основой увлекательной межкультурной сети друзей, знакомых и коллег, часто с Джереми в самом центре нескольких пересекающихся групп. Он создал салон, проложил тропы; он был связующим звеном, королевой муравьёв, если хотите, объединяющей».

## Распространение
Эквадор, Reserva Río Canandé, на высоте около 500 м (Esmeraldas Province; Южная Америка). Ранее в Эквадоре были известны 51 вид рода Strumigenys.

## Описание
Длина желтовато-коричневого тела около 3 мм. Усики 6-члениковые. Длина головы (HL) 0,6 мм, ширина головы (HW) 0,48  мм. Мандибулы с пятью зубцами; два предвершинных зубца, апикодорсальный и апиковентральный зубцы и вставочный зубец. Два предвершинных зубца хорошо развиты, шиповидные, почти одинаковой длины и длиннее, чем ширина мандибул. От близких видов отличается следующими признаками: голова спереди гладкая и блестящая, нескульптированная; мандибулы сравнительно длинные (индекс 65); волосистость, состоящая из почти однородных от почти прямостоячих до прямостоячих нитевидных щетинок.
Предположительно, как и другие представители рода, охотится на мелкие виды почвенных членистоногих.
Вид был впервые описан в 2021 году американским мирмекологом Douglas B. Booher (Yale Center for Biodiversity and Global Change, Нью-Хейвен, США) и немецким исследователем Philipp O. Hoenle (Technical University of Darmstadt, Дармштадт, ФРГ). Из-за необычных признаков (гладкая поверхность, простые нитевидные щетинки, структура дорсальных суставных отростков мандибул) вид выделен в отдельную видовую группу Strumigenys ayersthey-group, близкую к видовой группе Strumigenys mandibularis-group.